# 逆叶蹄盖蕨
逆叶蹄盖蕨（学名：Athyrium reflexipinnum）为蹄盖蕨科蹄盖蕨属下的一个种。

## 扩展阅读
- 維基物種上的相關：逆叶蹄盖蕨